# Конилівка
Конилівка — колишнє село, яке розташовувалося на лівому березі Дністер, західніше Старої Ушиці, належало до Кам'янець-Подільського району Хмельницької області. 
У 1981 році затоплене при створенні Дністровського водосховища.

## Історія
За даними видання «Волости и важнѣйшія селенія Европейской Россіи» (1885): «Конилівка — колишнє власницьке село при річці Дністер, 301 осіб, 39 дворових господарств, православна церква». Входило до складу Грушківської волості Ушицького повіту Подільської губернії. 
1923 року територія Грушківської волості, зокрема і село Конилівка, увійшла до складу Староушицького району. Після його ліквідації 23 вересня 1959 року Конилівка увійшла до складу Кам'янець-Подільського району. Підпорядковувалися Староушицькій селищній раді
У зв'язку з будівництвом Дністровського гідровузла рішенням Хмельницького облвиконкому від 27 жовтня 1981 року село Конилівка виключено з облікових даних.